# Camillo Laurenti

Wapen van Camillo kardinaal Laurenti

Camillo Laurenti (Monte Porzio Catone, 20 november 1861 - Rome, 6 september 1938) was een Italiaans geestelijke en kardinaal van de Rooms-Katholieke Kerk.
Laurenti studeerde aan het Almo Collegio Capranicense  en aan de Pauselijke Gregoriaanse Universiteit Aan het Pauselijk Athenaeum Urbaniana De Propaganda Fide promoveerde hij in zowel de theologie als de wijsbegeerte. Hij werd op 7 juni 1884 priester gewijd en trad meteen daarna in dienst van de Romeinse Curie, als stafmedewerker van de H. Congregatie tot Voortplanting des Geloofs. In 1899 benoemde paus Leo XIII hem tot kamerheer in buitengewone dienst. Vanaf 1892 tot 1908 doceerde hij aan de Urbaniana. In 1908 werd hij ondersecretaris van de Propaganda, een jaar later Ereprelaat van Zijne Heiligheid. In 1911 werd hij secretaris van de Propagandacongregatie, waar hij nu de tweede man was onder eerst Domenico Serafini en later Willem Marinus van Rossum.
Tijdens het consistorie van 13 juni 1921 creëerde paus Benedictus XV hem kardinaal. De Santa Maria della Scala werd zijn titeldiakonie. Kardinaal Laurenti nam deel aan het conclaaf van 1922 dat leidde tot de verkiezing van Paus Pius XI. Deze benoemde hem meteen na zijn verkiezing tot prefect van de H. Congregatie voor de Religieuzen. Vanaf 1928 gaf hij, aanvankelijk als pro-prefect, leiding aan de H. Congregatie voor de Riten.
Kardinaal Laurenti opteerde in 1935 voor de orde der kardinaal-priesters, waarbij zijn titeldiakonie - pro hac vice - werd verheven tot titelkerk. Hij overleed in 1938 en werd begraven op Campo Verano.
- Bibliothèque nationale de France: cb16743676n (data)
- Gemeinsame Normdatei: 1126603228
- International Standard Name Identifier: 0000 0001 0923 1129
- Istituto Centrale per il Catalogo Unico: CSAV025828
- Virtual International Authority File: 89167067
- WorldCat: E39PBJbCFYj6fyD66H8HtxfDv3